# Seria niefortunnych zdarzeń

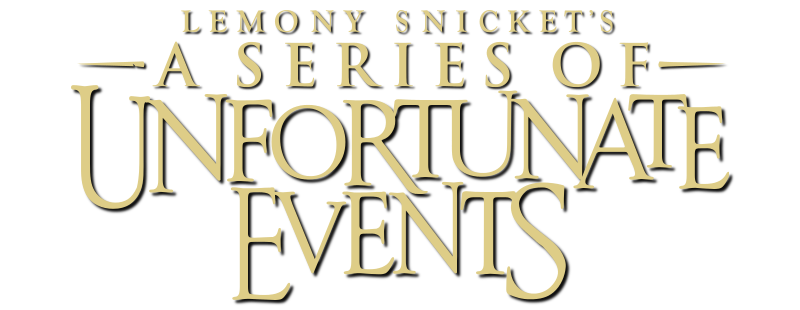

Seria niefortunnych zdarzeń (ang. A Series of Unfortunate Events) – cykl książek dla młodzieży autorstwa Daniela Handlera, ps. Lemony Snicket. Pierwszy tom cyklu, Przykry początek, został wydany przez wydawnictwo HarperCollins w 1999 roku; ostatni, Koniec końców, został wydany 13 października 2006 roku.
Na podstawie cyklu powstał film Lemony Snicket: Seria niefortunnych zdarzeń oraz serial Seria niefortunnych zdarzeń (Netflix).

## Tomy
W skład cyklu wchodzą następujące tomy:
1. Przykry początek (The Bad Beginning)
2. Gabinet gadów (The Reptile Room)
3. Ogromne okno (The Wide Window)
4. Tartak tortur (The Miserable Mill)
5. Akademia antypatii (The Austere Academy)
6. Winda widmo (The Ersatz Elevator)
7. Wredna wioska (The Vile Village)
8. Szkodliwy szpital (The Hostile Hospital)
9. Krwiożerczy karnawał (The Carnivorous Carnival)
10. Zjezdne zbocze (The Slippery Slope)
11. Groźna grota (The Grim Grotto)
12. Przedostatnia pułapka (The Penultimate Peril)
13. Koniec końców (The End)

Ponadto ukazała się książka pod tytułem Lemony Snicket: Nieautoryzowana autobiografia, będąca zbiorem fikcyjnych dokumentów (zdjęć, listów, telegramów, cytatów, zapisów rozmów). W Wielkiej Brytanii i USA wydano The Beatrice Letters (Listy Beatrycze) (zbiór korespondencji między Lemonym Snicketem a Beatrycze) oraz Horseradish: Bitter Truths You Can't Avoid (Chrzan: Gorzkie prawdy, których nie sposób uniknąć. Rozdział czternasty jest ostatnim rozdziałem księgi 13 i tworzy odrębną (12-stronicową) książkę.

## Fabuła
Bohaterami serii są sieroty Baudelaire: Wioletka, Klaus i Słoneczko. Na początku cyklu ich rodzice giną w pożarze, który strawił cały dom Baudelaire’ów.
Po śmierci rodziców dzieci trafiły do ich jedynego krewnego (który tak naprawdę nie był jedynym krewnym, prawnuka kuzyna pradziadka ojca dzieci) – Hrabiego Olafa. Staje się on inicjatorem większości niefortunnych sytuacji, z jakimi przychodzi zmierzyć się dzieciom. Kiedy rodzeństwo zostaje zabrane od Hrabiego Olafa, odnajduje je on u każdego następnego opiekuna. Opiekunowie Baudelaire’ów albo giną z rąk Olafa, albo wyrzekają się sierot.
Fabuła zmienia się w książce Wredna wioska, gdzie dzieci zostają oskarżone o zamordowanie Jacques’a Snicketa, który był brany za Hrabiego Olafa, ten sam z kolei przebrał się za detektywa Dupina i wrobił dzieci w morderstwo, które prawdopodobnie sam popełnił. Od tego momentu rodzeństwo musi uciekać przed Olafem i policją. W Przedostatniej pułapce proces przeciwko Olafowi, uniewinniający dzieci, zostaje zakłócony przez współpracowników Olafa. Dzieci uciekają wraz z Olafem i zmuszone zostają do podpalenia Hotelu Ostateczność. Od tego momentu rodzeństwo wypływa w rejs i trafia na wyspę.
Autor na początku każdej części serii doradza czytelnikom przeczytać inną książkę oraz wyjawia, że ma obowiązek opisać zdarzenia z życia sierot.